# Notre-Dame du Taur

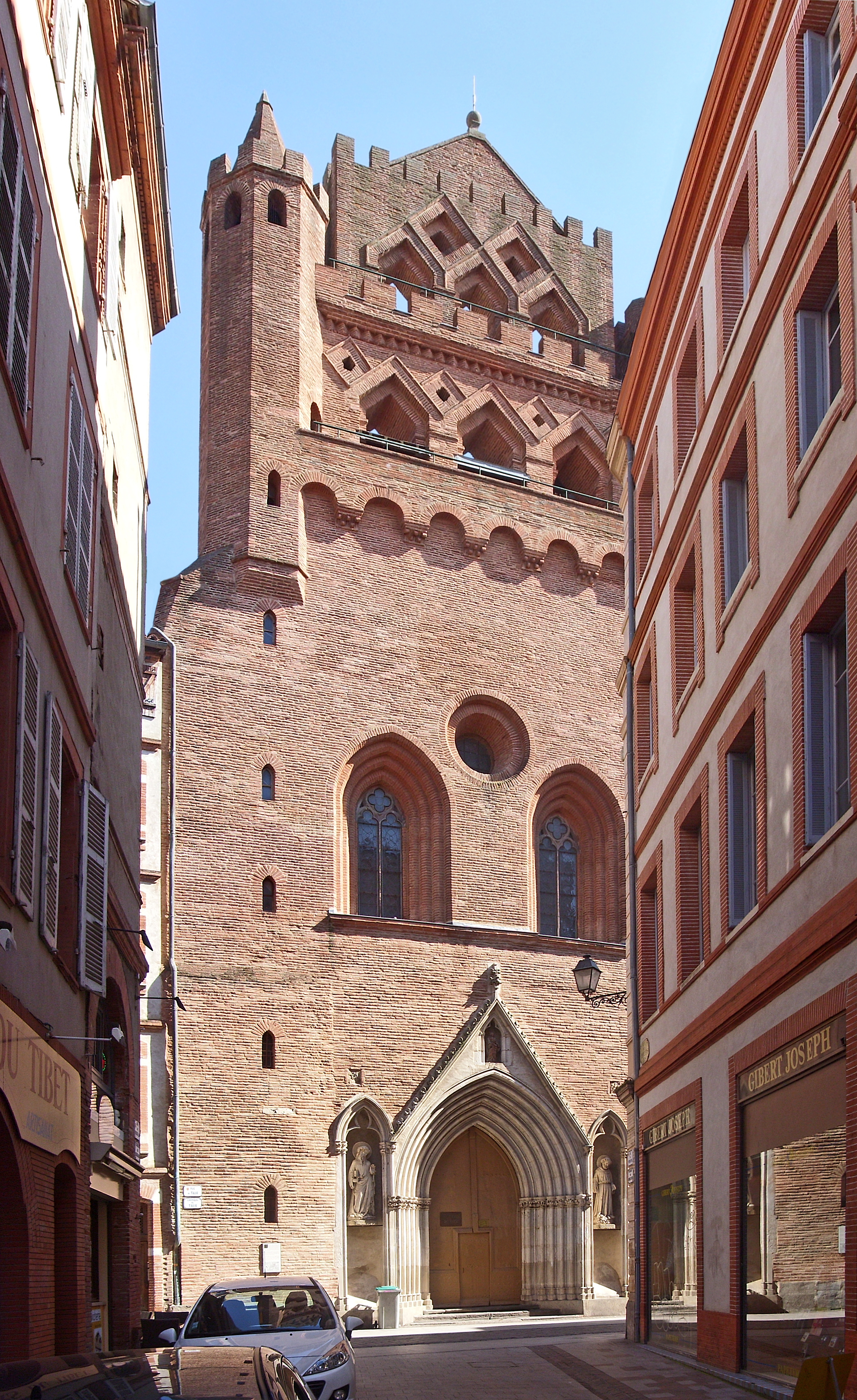
Fassade von Notre-Dame du Taur in Toulouse

Die Kirche Notre Dame du Taur in Toulouse wurde der Legende nach an der Stelle errichtet, an der der Körper des Saturninus von Toulouse sich bei seinem Martyrium von dem Stier (lat. taurus) löste, der ihn hinter sich her schleifte. Die Kirche steht in der Rue du Taur zwischen der Place du Capitole und der Basilika Saint-Sernin. Sie wurde bereits im Jahr 1840 in die Liste der Monuments historiques aufgenommen.

## Geschichte
Saturninus war der erste Bischof von Toulouse, er predigte dort um das Jahr 250. Ein erstes Oratorium wurde durch Bischof Hilarius von Toulouse († 360), für die Pilger an der Stelle seines Märtyrertodes gebaut, ein Backsteingewölbe, das von einem Gebetsraum aus Holz überragt wird. Der Überlieferung nach befand sich dieses Oratorium am heutigen Standort der Kirche. Die archäologischen Ausgrabungen, die in den Jahren 1969–1970 im Inneren der Kirche durchgeführt wurden, brachten jedoch keine frühchristliche Konstruktion ans Tageslicht. Man kann daher weder den ersten Ort des Grabes noch den der Gedenkstätte für Saint Hilaire genau lokalisieren. Auf der anderen Seite ist es möglich, dass die Kirche an der Stelle liegt, an der der Körper von Saturninus sich vom Stier löste, der ihn durch die Stadt schleifte.
Die Saturninus-Reliquien wurden im Jahre 402 aufbewahrt in die Basilika Saint-Sernin überführt, die den geänderten Namen des heiligen Saturninus heute führt.
Die Kirche wurde bis zum 11. Jahrhundert Église du Taur genannt. Im 12. Jahrhundert bekam sie den Namen Saint-Sernin du Taur genannt, 1534 erhielt sie den Namen Notre-Dame du Taur.

Die Genealogie des Jakobus, 14. Jahrhundert

## Außenansicht
Die Kirche befindet sich innerhalb einer Reihe von Häusern, die Backstein-Fassade verbirgt den gesamten Rest der Kirche. Sie wurde mit ihrem Glockengiebel im 14.–16. Jahrhundert in der Tradition des Gothique méridional errichtet.